# 小行星4224
小行星4224（英語：4224 Susa）是一颗围绕太阳公转的小行星。1988年5月19日，埃莉諾·赫琳在帕洛马山发现了此天体。
这颗小行星的绝对星等为179.9067676153263等。